# Лук'яновичі
Лук'яновичі (біл. вёска Лук’янавічы) — село в складі Мядельського району Мінської області, Білорусь. Село підпорядковане Мядзельській сільській раді, розташоване в північній частині області.